# دانسوریک
دانسوریک (به انگلیسی: Dunseverick) یک روستا در بریتانیا است.